# Romanian Open 2016 - Qualificazioni singolare
Le qualificazioni del singolare del Romanian Open 2016 sono state un torneo di tennis preliminare per accedere alla fase finale della manifestazione. I vincitori dell'ultimo turno sono entrati di diritto nel tabellone principale. In caso di ritiro di uno o più giocatori aventi diritto a questi sono subentrati i lucky loser, ossia i giocatori che hanno perso nell'ultimo turno ma che avevano una classifica più alta rispetto agli altri partecipanti che avevano comunque perso nel turno finale.

## Teste di serie
1. Mirza Bašić (primo turno)
2. Máximo González (ultimo turno)
3. Radu Albot (qualificato)
4. Andrea Arnaboldi (qualificato)

1. Tobias Kamke (ultimo turno)
2. Aldin Šetkić (qualificato)
3. Federico Gaio (ultimo turno)
4. Florian Mayer (primo turno)

## Qualificati
1. Michael Linzer
2. Aldin Šetkić

1. Radu Albot
2. Andrea Arnaboldi

## Tabellone

### Legenda
| - Q = Qualificato - WC = Wild card - LL = Lucky loser | - ALT = Alternate - SE = Special Exempt - PR = Protected Ranking | - w/o = Walkover - r = Ritirato - d = Squalificato |

### Sezione 1
|  | Primo turno | Primo turno    | Primo turno    | Primo turno | Primo turno |  |  | Ultimo turno | Ultimo turno   | Ultimo turno | Ultimo turno | Ultimo turno |  |
|  |             |                |                |             |             |  |  |              |                |              |              |              |  |
|  | 1           | Mirza Bašić    | 6              | 63          | 4           |  |  |              |                |              |              |              |  |
|  |             | Michael Linzer | 3              | 7           | 6           |  |  |              | Michael Linzer | 6            | 64           | 6            |  |
|  |             | Farrukh Dustov | Farrukh Dustov | 7           | 6           |  |  |              | Farrukh Dustov | 3            | 7            | 4            |  |
|  | 8           | Florian Mayer  | Florian Mayer  | 63          | 3           |  |  |              |                |              |              |              |  |

### Sezione 2
|  | Primo turno | Primo turno        | Primo turno | Primo turno | Primo turno |  |  | Ultimo turno | Ultimo turno    | Ultimo turno | Ultimo turno | Ultimo turno |  |
|  |             |                    |             |             |             |  |  |              |                 |              |              |              |  |
|  | 2           | Máximo González    | 2           | 6           | 6           |  |  |              |                 |              |              |              |  |
|  |             | Constant Lestienne | 6           | 4           | 3           |  |  | 2            | Máximo González | 6            | 65           | 1            |  |
|  |             | Jan Mertl          | 62          | 6           | 3           |  |  | 6            | Aldin Šetkić    | 0            | 7            | 6            |  |
|  | 6           | Aldin Šetkić       | 7           | 3           | 6           |  |  |              |                 |              |              |              |  |

### Sezione 3
|  | Primo turno | Primo turno    | Primo turno    | Primo turno | Primo turno |  |  | Ultimo turno | Ultimo turno | Ultimo turno | Ultimo turno | Ultimo turno |  |
|  |             |                |                |             |             |  |  |              |              |              |              |              |  |
|  | 3           | Radu Albot     | Radu Albot     | 6           | 6           |  |  |              |              |              |              |              |  |
|  | WC          | Florian Valsot | Florian Valsot | 4           | 2           |  |  | 3            | Radu Albot   | Radu Albot   | 6            | 6            |  |
|  |             | Miljan Zekić   | Miljan Zekić   | 3           | 3           |  |  | 5            | Tobias Kamke | Tobias Kamke | 4            | 2            |  |
|  | 5           | Tobias Kamke   | Tobias Kamke   | 6           | 6           |  |  |              |              |              |              |              |  |

### Sezione 4
|  | Primo turno | Primo turno      | Primo turno      | Primo turno | Primo turno |  |  | Ultimo turno | Ultimo turno     | Ultimo turno     | Ultimo turno | Ultimo turno |  |
|  |             |                  |                  |             |             |  |  |              |                  |                  |              |              |  |
|  | 4           | Andrea Arnaboldi | Andrea Arnaboldi | 6           | 6           |  |  |              |                  |                  |              |              |  |
|  | WC          | Bogdan Borza     | Bogdan Borza     | 0           | 2           |  |  | 4            | Andrea Arnaboldi | Andrea Arnaboldi | 6            | 6            |  |
|  |             | Lorenzo Giustino | 4                | 6           | 4           |  |  | 7            | Federico Gaio    | Federico Gaio    | 1            | 4            |  |
|  | 7           | Federico Gaio    | 6                | 4           | 6           |  |  |              |                  |                  |              |              |  |